# Dosis (bioquímica)

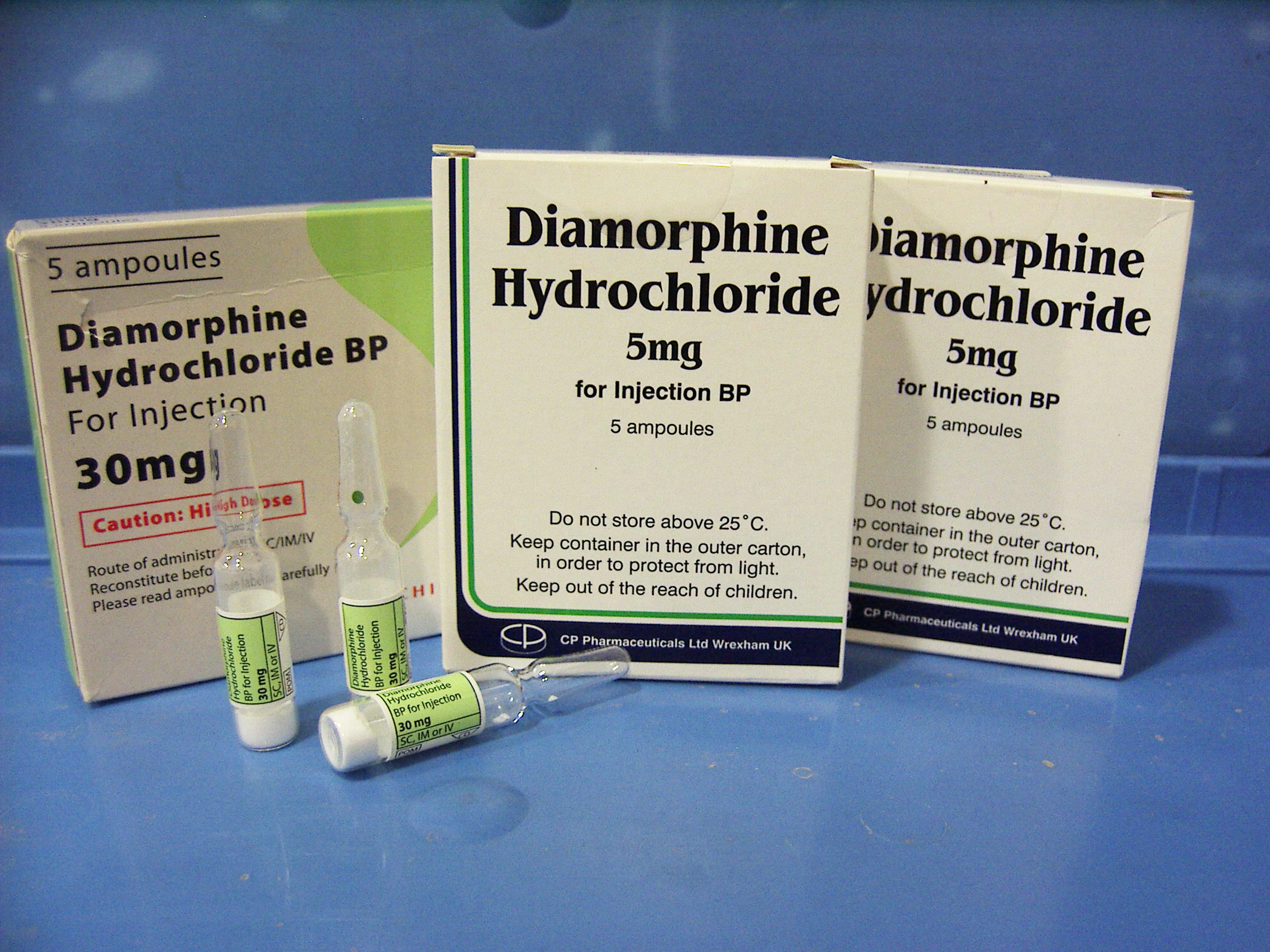
Una dosis es una cantidad medida de un medicamento, nutriente o patógeno que se administra como una unidad.

Una dosis es una cantidad medida de un medicamento, nutriente o patógeno que se administra como una unidad. Cuanto mayor es la cantidad entregada, mayor es la dosis. Las dosis se miden más comúnmente para compuestos en medicina. El término generalmente se aplica a la cantidad de un medicamento u otro agente administrado con fines terapéuticos, pero puede usarse para describir cualquier caso en el que se introduce una sustancia en el cuerpo. En nutrición, el término generalmente se aplica a la cantidad de un nutriente específico en la dieta de una persona o en un alimento, comida o suplemento dietético en particular. Para los agentes bacterianos o virales, la dosis generalmente se refiere a la cantidad de patógeno requerida para infectar a un huésped. 
En farmacología clínica, la dosis se refiere a la cantidad de una sustancia administrada a una persona, mientras que exposición significa la concentración dependiente del tiempo (a menudo en la sangre circulatoria o plasma) o parámetros derivados de la concentración como AUC (área bajo la curva de concentración) y Cmax (nivel máximo de la curva de concentración) de la droga después de su administración. Esto está en contraste con su uso intercambiable en otros campos. 

## Factores que afectan la dosis
Una 'dosis' de cualquier agente químico o biológico tiene varios factores que son críticos para su efectividad. El primero es la concentración, es decir, la cantidad de agente que se administra al cuerpo a la vez. 
Otro factor es la duración de la exposición. Algunos medicamentos o suplementos tienen una función de liberación lenta en la que las porciones de la medicación se metabolizan en diferentes momentos, lo que cambia el impacto que los ingredientes activos tienen en el cuerpo. Algunas sustancias deben tomarse en pequeñas dosis durante largos períodos de tiempo para mantener un nivel constante en el cuerpo, mientras que otras deben tener un gran impacto una vez y ser expulsadas del cuerpo después de realizar su trabajo. Depende completamente de la función del medicamento o suplemento. 
La ruta de administración también es importante. Si un medicamento se ingiere por vía oral, se inyecta en un músculo o una vena, se absorbe a través de una membrana mucosa o en cualquiera de los otros tipos de vías de administración, afecta la rapidez con que el cuerpo metaboliza la sustancia y, por lo tanto, afecta la concentración del ingrediente activo(s). Las curvas de dosis-respuesta pueden ilustrar la relación de estos efectos metabólicos. 

## Medicamentos

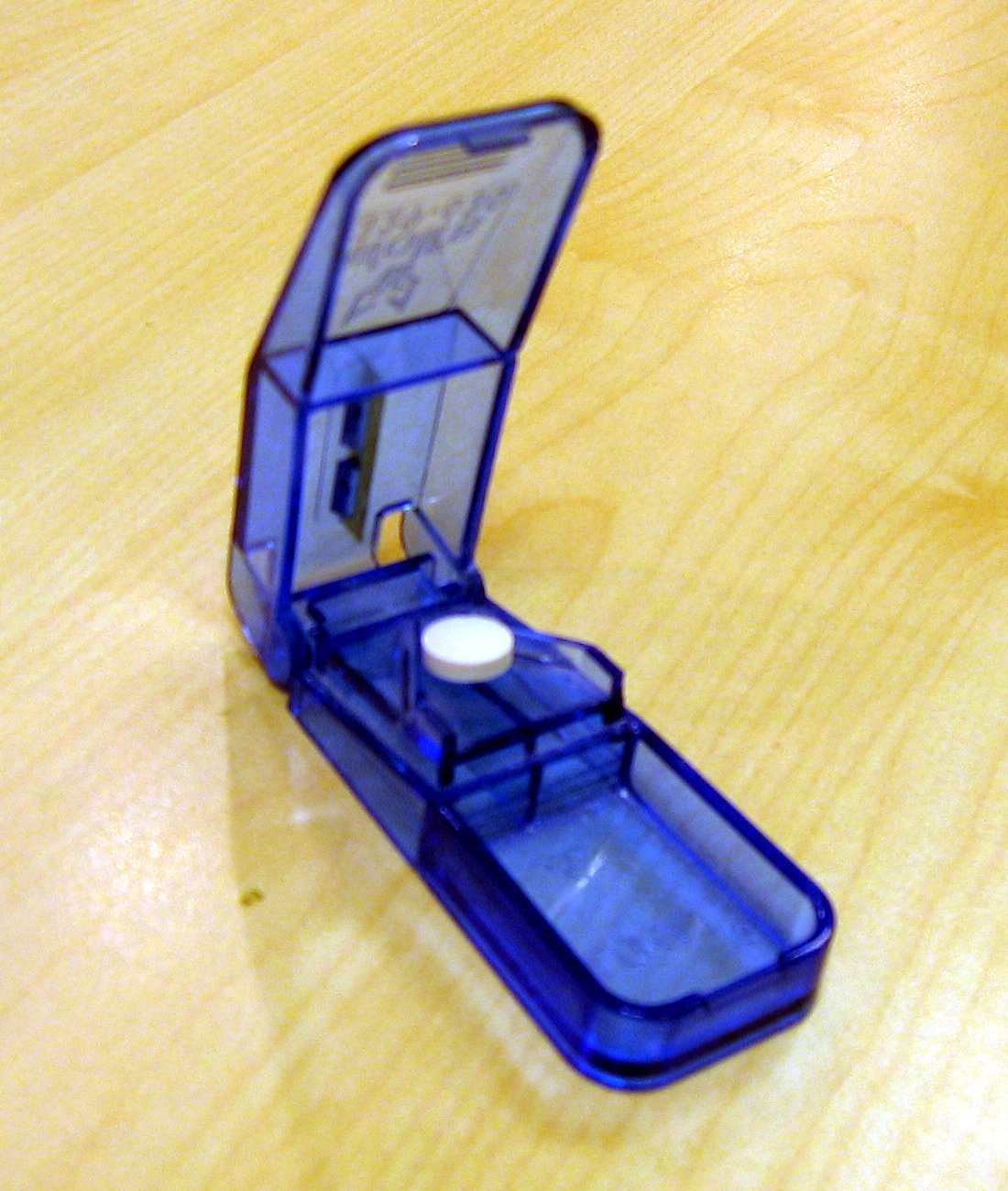
Pastillero

### Medicamentos de venta libre
En los medicamentos de venta libre, la dosis se basa en la edad. Por lo general, se recomiendan diferentes dosis para niños de 6 años y menores, niños de 6 a 12 años y personas de 12 años en adelante, pero fuera de esos rangos, la guía es escasa. Esto puede conducir a una sobredosis o una sobredosis en serie, ya que las personas más pequeñas toman más de lo que deberían y las personas más grandes toman menos. Los medicamentos de venta libre suelen ir acompañados de un conjunto de instrucciones que indican al paciente que tome una pequeña dosis determinada, seguida de otra pequeña dosis si sus síntomas no disminuyen. La subdosificación es un problema común en la farmacia, ya que predecir una dosis promedio que sea efectiva para todas las personas es extremadamente desafiante porque el peso corporal y el tamaño impactan cómo actúa la dosis dentro del cuerpo.

### Medicamentos con receta
La dosis del medicamento recetado se basa típicamente en el peso corporal. Los medicamentos vienen con una dosis recomendada en miligramos o microgramos por kilogramo de peso corporal, y eso se usa junto con el peso corporal del paciente para determinar una dosis segura. En escenarios de dosificación única, el peso corporal del paciente y la dosis recomendada del medicamento por kilogramo se utilizan para determinar una dosis segura de una sola vez. En los medicamentos donde se necesitan múltiples dosis de tratamiento en un día, el médico debe tener en cuenta la información sobre la cantidad total del medicamento que es seguro de usar en un día, y cómo se debe dividir en intervalos para el tratamiento más efectivo para el paciente La dosis insuficiente de medicamentos ocurre comúnmente cuando los médicos escriben recetas para una dosis que es correcta durante un cierto tiempo, pero no aumenta la dosis que el paciente necesita (es decir, la dosis basada en el peso en niños o el aumento de las dosis de medicamentos de quimioterapia si la condición del paciente empeora).

### Cannabis medicinal
El cannabis medicinal se usa para tratar los síntomas de una amplia variedad de enfermedades y afecciones. La dosis de cannabis depende del individuo, la afección a tratar y la proporción de cannabidiol (CBD) a tetrahidrocannabinol (THC) en el cannabis. El CBD es un componente químico del cannabis que no es intoxicante y se usa para tratar afecciones como la epilepsia y otros trastornos neuropsiquiátricos. El THC es un componente químico del cannabis que es psicoactivo. Se ha utilizado para tratar las náuseas y las molestias en pacientes con cáncer que reciben tratamiento de quimioterapia. Para la ansiedad, la depresión y otras dolencias de salud mental, se recomienda una relación CBD a THC de 10 a 1. Para el cáncer y las afecciones neurológicas, se recomienda una relación CBD a THC de 1 a 1. La dosis correcta para un paciente depende de su reacción individual a ambos productos químicos y, por lo tanto, la dosis debe ajustarse continuamente una vez que se inicia el tratamiento para encontrar el equilibrio correcto. 
Existe un consenso limitado en toda la comunidad científica con respecto a la efectividad del cannabis medicinal.

### Cáncer
El cálculo de las dosis de medicamentos para el tratamiento de enfermedades más graves como el cáncer se realiza comúnmente mediante la medición del área de superficie corporal del paciente. Existen aproximadamente 25 fórmulas diferentes para medir el área de superficie corporal de un paciente, ninguna de ellas exacta. Ver también Área de superficie corporal. Debido a la variedad de métodos para seleccionar al determinar el área de superficie corporal de un paciente, los estudios muestran que elegir el mejor método para un paciente individual es una tarea difícil y, a menudo, un paciente recibe demasiada o muy poca medicación debido a anomalías físicas que no No necesariamente encaja perfectamente con la cartera de la superficie corporal.
Debido a que estos métodos son inexactos, generalmente se ajustan por lo que se conoce como "dosificación de ajuste de toxicidad'', donde los médicos monitorean la supresión inmune y ajustan la dosificación de acuerdo con los resultados para minimizar la subdosificación y la sobredosis. Se ha demostrado que este método de prueba y error es arriesgado para el paciente y costoso para las compañías de atención médica, así como ineficiente, debido al monitoreo constante que se requiere. Se realizan investigaciones constantemente para desarrollar nuevos métodos de dosificación que sean más precisos y seguros para el consumidor.

### Investigaciones en curso
Otro enfoque que se ha investigado es la dosificación a nivel molecular, ya sea a través de sistemas de administración convencionales, administración de nanopartículas, administración activada por la luz u otros métodos menos conocidos/utilizados. Al combinar estas drogas con un sistema que detecta la concentración de partículas de drogas en la sangre, se puede lograr una dosificación adecuada para cada paciente individual. La investigación en este campo se inició con la monitorización de los niveles de cocaína de molécula pequeña en suero sanguíneo sin diluir con detección electroquímica basada en aptámero. Los aptámeros de ADN, que son péptidos que tienen moléculas diana específicas que buscan, se pliegan en respuesta a la molécula cuando la encuentran, y esta tecnología se utilizó en un sistema de detección de microfluidos para crear una señal electroquímica que los médicos pueden leer. Los investigadores lo probaron en la detección de cocaína y descubrieron que encontró con éxito pequeñas cantidades de cocaína en la sangre.
Esta investigación se amplió y condujo a la creación de un producto llamado MEDIC (detector electroquímico microfluídico para monitoreo continuo in vivo) desarrollado por profesores de la Universidad de California en Santa Bárbara. MEDIC es un instrumento que puede determinar continuamente las concentraciones de diferentes moléculas en la sangre. La sangre no tiene que mezclarse con nada antes de la prueba para crear un 'suero' como lo hizo el primer dispositivo. MEDIC puede detectar una amplia variedad de moléculas de fármacos y biomarcadores. En los ensayos, los primeros modelos del dispositivo fallaron después de aproximadamente media hora porque las proteínas en la sangre entera se adhirieron a los sensores y obstruyeron los componentes. Este problema se resolvió mediante una segunda cámara que permitía que un tampón líquido fluyera sobre los sensores con la sangre, sin mezclar ni alterar la sangre, por lo que los resultados se mantuvieron sin cambios. El dispositivo aún está en ensayos clínicos y la implementación real en medicina probablemente esté a años de distancia, sin embargo, mientras tanto, sus creadores estiman que también podría usarse en la industria farmacéutica para permitir una mejor prueba en los ensayos clínicos de Fase 3.

## Vacunas
Las vacunas generalmente se dosifican en mililitros porque la mayoría se administran como líquidos. Cada vacuna individual tiene limitaciones con respecto a qué edad deben administrarse, cuántas dosis deben administrarse y durante qué período de tiempo. Hay 15 vacunas que los Centros para el Control y la Prevención de Enfermedades recomiendan que cada persona (en los Estados Unidos y Canadá) reciba entre el nacimiento y los 18 años de edad para protegerse contra varios agentes infecciosos que pueden afectar la salud a largo plazo. La mayoría de las vacunas requieren dosis múltiples para la inmunidad total, administradas en los intervalos recomendados según la vacuna. Existen varias rutas de vacunación típicas: 
- Inyección intramuscular: la aguja se inserta perpendicular a la piel en el músculo, debajo de la piel y los tejidos (subcutáneos) que descansan en la parte superior.
- Inyección subcutánea: la aguja se inserta en un ángulo de 45 grados en el tejido (subcutáneo) entre la capa externa de la piel y el músculo.
- Nasal: la vacuna se rocía en la nariz y se absorbe a través del conducto nasal.
- Oral: la vacuna se ingiere y se ingiere.

## Nutrición
Para humanos sanos, los expertos recomiendan cantidades diarias de ciertas vitaminas y minerales. La Junta de Alimentos y Nutrición, el Instituto de Medicina y la Academia Nacional de Ciencias establece una ingesta dietética de referencia recomendada (DRI) en varias formas:
- Cantidad dietética recomendada (RDA): ingesta diaria promedio que cumple adecuadamente los requisitos de nutrientes del 97-98% de las personas sanas.
- Ingesta adecuada (AI): establecida cuando la evidencia reunida para una RDA no es concluyente, se supone que una AI recomienda una cantidad diaria para cumplir con la adecuación nutricional.
- Nivel de ingesta superior tolerable (UL): cantidad máxima de un nutriente que se puede consumir sin causar impactos adversos en la salud de un individuo.

Los DRI se establecen para elementos, vitaminas y macronutrientes. Las dosis comunes de elemental y vitamina son miligramos por día (mg/d) o microgramos por día (μg/d). Las dosis comunes de macronutrientes están en gramos por día (g/d). Las dosis para los tres se establecen por género y edad. 
Las personas toman suplementos de vitaminas y minerales para promover estilos de vida más saludables y prevenir el desarrollo de enfermedades crónicas. No hay evidencia concluyente que relacione la ingesta continuada de suplementos de vitaminas y minerales con la longevidad de la vida.

## Dosis infecciosa
La dosis infecciosa de un patógeno es la cantidad de células necesarias para infectar al huésped. Todos los patógenos tienen una dosis infecciosa que generalmente se administra en cantidad de células. La dosis infecciosa varía según el organismo y puede depender del tipo específico de cepa. Algunos patógenos pueden infectar a un huésped con solo unas pocas células, mientras que otros requieren millones o miles de millones. 
Ejemplos de dosis infecciosas, clasificadas libremente en orden creciente:
- E. coli enterohemorrágica (causa hemorragia de los intestinos): 10 células bacterianas
- Hepatitis A: 10-100 partículas de virus.
- Norovirus (comúnmente llamado 'virus estomacal'): 10-100 partículas de virus
- Rotavirus (diarrea severa, puede ser fatal): 10-100 partículas de virus
- Shigella (shigelosis): 500 células bacterianas
- Streptococcus pyogenes (amigdalitis estreptocócica del grupo A): 1000 células bacterianas
- Salmonella: varía según la cepa, 100-1 mil millones de células bacterianas
- Vibrio cholerae (cólera): 1000-100,000,000 células bacterianas

Por lo general, los ácidos del estómago pueden matar las bacterias por debajo del rango de dosificación infecciosa para un patógeno determinado y evitar que el huésped sienta síntomas o se enferme. Los complejos construidos por la grasa pueden proteger a los agentes infecciosos del ácido del estómago, haciendo que los alimentos grasos sean más propensos a contener patógenos que infectan con éxito al huésped. Para las personas con concentraciones bajas o reducidas de ácido estomacal, la dosis infecciosa para un patógeno será menor de lo normal.
En lugar de ser administrado por un médico o individuo, las dosis infecciosas se transmiten a una persona de otras personas o del medio ambiente, generalmente son accidentales y producen efectos secundarios adversos hasta que el sistema inmunitario del individuo derrota al patógeno o lo expulsa del individuo por procesos excretores. 